# Li Čeng-tao
Tsung-Dao Lee (čínsky 李政道, Li Čeng-tao; pchin-jin: Li Zhengdao; 24. listopadu 1926, Šanghaj, Čína  – 4. srpna 2024 San Francisco, Spojené státy americké) byl americký vědec, nositel Nobelovy ceny za fyziku za rok 1957 za základní výzkum tzv. zákona zachování parity, což ho vedlo k významným objevům týkajícím se základních částic; Nobelovu cenu získal spolu s Jang Čen-ningem.

## Život a dílo
Tsung-Dao Lee se narodil a vyrůstal v Šanghaji. Studoval na několika národních univerzitách v Číně a v roce 1946 odjel jako stipendista do Spojených států a tam až do roku 1950 studoval na univerzitě v Chicagu. Zde i promoval a spolupracoval s astronomickým výzkumem. Pak se stal docentem na univerzitě v Berkeley, později pracoval ve výzkumném ústavu v Princetonu, v roce 1953 se stal mimořádným a o tři roky později řádným profesorem jaderné fyziky na Kolumbijské univerzitě v New Yorku.
Během své poněkud krátké vědecké činnosti se zabýval především vlastnostmi základních částic a jejich proměnami, teorií pole, turbulencí, problémy statistické mechaniky a astrofyziky.
Ve Spojených státech amerických se setkal se svým krajanem, dřívějším profesorem fyziky na gymnáziu v jednom z měst v severozápadní Číně – Jang Čen-ningem. Protože se oba teoretičtí fyzikové zabývali podobnými problémy fyziky základních částic a hlavně mezonů, spojili své síly a soustředili se hlavně na ověření platnosti zákona zachování parity. Vedla je k tomu především zkušenost, že právě tento zákon nebyl v souladu s jejich poznatky, kterých oba dosáhli. Zákon parity vyjadřuje určitou symetrii v přírodě, a tedy i v atomové a jaderné fyzice. Jang a Lee při zkoumání vzniku a zániku subatomárních částic zvaných K-mezony zjistili, že při rozpadu dvou těchto mezonů se stejnými vlastnostmi nevznikají stejné, nýbrž odlišné produkty rozpadu. To je přivedlo na myšlenku, že zákon zachování parity neplatí ve všech případech vzájemného působení, že neplatí při tzv. slabém vzájemném působení, tj. obrazně řečeno, že skutečný proces se liší od svého obrazu v zrcadle.
Objev, který vzbudil pochybnost o základním zákonu přírody vyvolal přirozeně velký rozruch ve vědeckém světě. I když později další fyzikové experimentálními i matematickými metodami potvrdili správnost tohoto objevu, nemalá část fyziků zásadně nesouhlasila. Ještě nedávno nedospěli fyzikové k jednotnému názoru a neustále se vyskytovaly názory, které se zastávaly všeobecné platnosti zákona zachování parity. To však nijak nesnižuje význam vědeckých prací Janga a Leeho a i přes tento nejednotný názor na správnost výzkumů získal Lee v roce 1957 spolu s Jangem Nobelovu cenu za fyziku.